# Notas al pie (novela)
Notas al pie es el quinto libro y la segunda novela del músico, escritor y artista radial argentino Alejandro Dolina, publicado en noviembre de 2021 por Editorial Planeta. Según el autor, le llevó más de cuatro años terminar el libro.

## Sinopsis
Luego de la muerte del escritor Sergei Vidal Morozov, su casa editorial le encarga a Franco de Robertis una edición anotada de cuentos póstumos.
La elección no es casual: De Robertis ha sido, a lo largo de gran parte de la carrera del reconocido autor, su colaborador más estrecho, un subordinado intelectual –también emocional– en una relación que, como sostiene el propio anotador, tiene “la edad de su memoria”.
Sin embargo, una vez lanzado a su métier, las cosas parecen salirse de cauce, y aquello que de entrada estaba planeado como una tarea panegírica cede el paso a una inesperada incontinencia textual.
De Robertis destila en sus notas una historia otra que poco parece tener que ver con el libro madre. Una trama subterránea poblada de situaciones inéditas y personajes de lo más variopintos: el mismísimo Morozov y un documental hecho con un grupo de niños actores, amores cruzados, un diamante maldito, traiciones, secretos, celos, luces y sombras.

## Recepción
Notas al pie ocupó el tercer lugar entre los libros más vendidos en Argentina en diciembre de 2021.